# The Firemen
The Firemen (ザ・ファイヤーメン?, Za Faiyāmen) è un videogioco d'azione sviluppato e pubblicato nel 1994 da Human Entertainment per Super Nintendo Entertainment System.

## Trama
Pete e Danny sono due pompieri impegnati a spegnere l'incendio che ha colpito un grande edificio il giorno di Natale.

## Modalità di gioco
Il personaggio giocante è Pete che deve estinguere le fiamme e salvare gli occupanti dell'edificio. Il gioco è composto da sei livelli con la presenza di boss di fine livello.